# I Am Kloot
I Am Kloot er et pop/rock-band fra Manchester, Storbritannien.

## Diskografi
- Natural History (2001)
- I Am Kloot (2003)
- Gods and Monsters (2005)
- BBC Radio 1 John Peel Sessions (2006)
- I Am Kloot Play Moolah Rouge (2007/2008)
- B (2009)
- Sky at Night (2010)
- Let It All In (2013)